# 南妮特·法布雷
南妮特·法布雷（英語：Nanette Fabray，1920年10月27日—2018年2月22日），女，美国演员。曾获得黄金时段艾美奖喜剧类电视系列剧最佳女配角。